# Neustrien
Under merovingerkongerne blev Frankerriget genstand for mange arvedelinger. Én af arvelodderne var Neustrien, der blev skabt, da Chlodovech 1. døde i 511 og delte riget mellem sine fire sønner. Landet omfattede dele af Aquitanien og de tidligere galliske provinser op til den den vestlige og nordlige kyst, sådan at det i store træk svarede til nutidens Frankrig – dog uden landets nordøstlige hjørne, der tilhørte Austrasien. De to vigtigste byer var Paris og Soissons.
Efterkommernes vedvarende nyfordelinger af Frankerriget skabte mange rivninger, som bragte Neustrien på næsten konstant krigsfod over for Austrasien. Trods disse stridigheder var de to områder genforenet i flere perioder. Første gang var under Chlotar 1. (558-562). Magtkampen blev genoptaget under Chilperik 1.s enke, dronning Fredegunde af Neustrien, som var mor til den unge kong Chlotar 2. (584-628). Efter moderens død i 597 fortsatte Chlotar 2. kampen mod dronning Brunhilda af Austrasien. Hun døde i 613, og det gav ham sejren, men kun i en kort tid.
Endelig blev stridighederne bragt til et midlertidigt ophold under Dagobert 1. (628-637), som genforenede rigerne, men på det tidspunkt var kongernes indflydelse svundet ind til det rent symbolske, mens den reelle magt lå hos de skiftende major domus af Karolingernes familie.
I 687 besejrede en hær under Pipin af Herstal, som var major domus ved det austrasiske hof, neustrierne ved Tertry, og det forenede Austrasien og Neustrien.
Pippins efterkommere fortsatte med at regere de to riger som "maiores", men i 751 tillod paven, at Pipin den lille afsatte den sidste merovingerkonge, og siden var han og hans efterkommere Frankerrigets konger. Det medførte, at Neustrien, Austrasien og Burgund blev samlet under ét, og de to første navne blev ikke længere brugt.
Regenter af Neustrien skal søges under Frankiske konger.